# Gouvernement à gérance municipale
Un gouvernement à gérance municipale est un type de démocratie représentative municipale courant aux États-Unis et au Canada, notamment dans les moyennes et grandes villes.
Dans un gouvernement à gérance municipale, le conseil municipal, dont les membres (généralement entre 5 et 11) sont élus par la population, délibère, vote les ordonnances et détient l'autorité du gouvernement municipal. Dans ce type de gouvernement, le maire, souvent désigné par le conseil, et dont la fonction peut être occupée par roulement par différents membres du conseil, n'a qu'un rôle cérémonial et protocolaire, incluant généralement la présidence du conseil.
Le conseil emploie un gérant municipal ou directeur général qui est chargé de superviser les opérations municipales et de faire appliquer les décisions adoptées par le conseil. Le gérant rapporte au conseil, généralement lié par un contrat qui précise ses devoirs et ses responsabilités. Le gérant se doit de rester apolitique.